# 岡崎電気軌道100形電車
岡崎電気軌道100形電車（おかざきでんききどう100がたでんしゃ）は、名古屋鉄道（名鉄）の前身事業者の一つである岡崎電気軌道が1923年（大正12年）に導入した路面電車車両である。軌道線康生町電停 - 岡崎井田電停間の延伸に備えて製造された木造四軸ボギー車で、岡崎市内線では希少な大型車両であった。名鉄合併後、本形式はモ530形と改称・改番された。

## 構造
名古屋電気製作所製の12m級ダブルルーフ車体を備える木造ボギー車である。8m級二軸単車だった従来の車両の定員42-50名（座席10-14名）に対し本形式は定員70名、座席22名に増加しており、輸送力が向上している。窓は前面3枚、側面12枚で側面窓配置はV 2 2 2 2 2 2 V（V：乗降デッキ、数値は側窓の枚数）。窓の框は上部が曲線状になっていたが、モ532（旧102）は後年に前面中央窓が直線化されていた。前面中央窓の下には前照灯、上部には方向幕を装備する（前照灯は太平洋戦争終戦後、屋根上に移設された）。乗降口は原型ではオープンデッキだったが、1953年（昭和28年）にモ532（旧102）、1955年（昭和30年）にモ531（旧101）、に扉が取り付けられた。
台車はブリル製76-E1、車体下部にはトラス棒を備える。空調設備としてトルペード形ベンチレーターをダブルルーフの採光窓の箇所に左右5基ずつ装備。当初は2両ともベンチレーターの突端を地面に向けていたが、モ531（旧101）は後に進行方向に変更された。
主電動機はシーメンス製D561（50 馬力）を2基搭載。制御装置は同社製OA-6直接制御器を使用。制動装置はこれまでの単車が装備した手ブレーキ等に加えてウェスティングハウス・エレクトリック製SM-3直通空気ブレーキが設けられた。集電装置は車体前後にトロリーポールを各1本搭載したが、1952年（昭和27年）頃にビューゲルに換装された。

## 運用
主に福岡線直通運用（福岡町駅 - 大樹寺駅間）に使用された。岡崎市内線唯一の大型車であり、朝夕ラッシュ時の輸送力確保に役立ったという。
1962年（昭和37年）に岡崎市内線が廃止されると岐阜市内線へ転属したが、同線で使用されることはなく、翌1963年（昭和38年）8月に廃車解体された。